# Lindsaea arcuata
Lindsaea arcuata là một loài thực vật có mạch trong họ Dennstaedtiaceae. Loài này được Kunze miêu tả khoa học đầu tiên năm 1834.